# جاريكويتز برافو
جاريكويتز برافو (بالإسبانية: Garikoitz Bravo)‏ (و. 1989  م) هو راكب دراجة هوائية إسباني، ولد في لاثكانو، شارك في طواف إسبانيا.

## سجل الفوز

### سباقات أو مراحل فاز بها
| التاريخ        | السباق                             | المركز                                            |
| -------------- | ---------------------------------- | ------------------------------------------------- |
| 11 سبتمبر 2011 | تور دي أفينير 2011                 | الفائز في ترتيب التسلق                            |
| 12 مارس 2013   | تيرينو ادرياتيكو 2013              | الثالث في تصنيف الجبال                            |
| 28 أبريل 2013  | طواف روماندي 2013                  | الثاني في تصنيف الجبال                            |
| 15 أكتوبر 2013 | طواف بكين 2013                     | العاشر في التصنيف العام، الثاني في تصنيف أفضل شاب |
| 14 فبراير 2015 | فولتا مورسيا 2015                  | الفائز حسب ترتيب السرعة                           |
| 19 أبريل 2015  | طواف كاستيلون 2015                 | الفائز في ترتيب التسلق                            |
| 03 مايو 2015   | فولتا أستورياس 2015                | الخامس في التصنيف العام                           |
| 02 أبريل 2016  | جائزة ميغيل إندوراين 2016          | المرتبة 17 في التصنيف العام                       |
| 02 مايو 2016   | فولتا أستورياس 2016                | الرابع في التصنيف العام                           |
| 08 مايو 2016   | طواف كوميونيداد مدريد 2016         | الرابع في التصنيف العام، الخامس في تصنيف النقاط   |
| 01 يناير 2016  | برويبا فيلافرانسا دي أورديزيا 2016 | الثامن في التصنيف العام                           |

## روابط خارجية
- جاريكويتز برافو على موقع الاتحاد الدولي للدراجات (الإنجليزية)
- جاريكويتز برافو على موقع أرشيف الدراجات (الإنجليزية)
- جاريكويتز برافو على موقع إحصائيات الدراجات الإحترافية (الإنجليزية)
- جاريكويتز برافو على موقع نسبة الدراجات (الإنجليزية)